# Доротея Елизабет фон Хоенлое-Валденбург
Доротея Елизабет фон Хоенлое-Валденбург (на немски: Dorothea Elizabeth von Hohenlohe-Waldenburg; * 12 октомври 1650 във Валденбург; † 29 ноември 1711 в Ингелфинген) е графиня от Хоенлое-Валденбург и чрез женитба графиня на Хоенлое-Валденбург-Пфеделбах (1666 – 1685).
Тя е най-голямата дъщеря на граф Филип Готфрид фон Хоенлое-Валденбург (1618 – 1679) и съпругата му Анна Христиана фон Лимпург-Зонтхайм (1618 – 1685), дъщеря на фрайхер Хайнрих II Шенк фон Лимпург-Зонтхайм (1573 – 1637) и Елизабет фон Ербах (1578 – 1645), дъщеря на граф Георг III фон Ербах-Бройберг (1548 – 1605).

## Фамилия
Доротея Елизабет фон Хоенлое-Валденбург се омъжва на 27 май 1666 г. във Валденбург за граф Хискиас фон Хоенлое-Валденбург-Пфеделбах (* 8 септември 1631; † 6 февруари 1685), малкият син на граф Лудвиг Еберхард фон Хоенлое-Валденбург-Пфеделбах и Глайхен (1590 – 1650) и Доротея фон Ербах (1593 – 1643), дъщеря на граф Георг III фон Ербах и Мария фон Барби-Мюлинген. Те имат 10 деца:
- Христиана Доротея Августа (1667 – 1675)
- Лудвиг Готфрид фон Хоенлое-Валденбург (* 6 декември 1668; † 18 септември 1728), женен на 27 октомври 1689 г. в Лангенбург за графиня Луиза Шарлота фон Хоенлое-Лангенбург (1667 – 1747), дъщеря на граф Хайнрих Фридрих фон Хоенлое-Лангенбург († 1699), няма деца
- Йохан Фридрих (1670 – 1679)
- Ернеста София (1671 – 1672)
- Карл Крафт (1673 – 1678)
- Филип Христиан (1673 – 1677)
- Вилхелмина Доротея (1675 – 1676)
- Вилхелмина Сибила Шарлота (1678 – 1695)
- Мария Катарина София (* 28 февруари 1680; † 4 октомври 1761), омъжена на 6 декември 1701 г. в Пфеделбах за граф Христиан Крафт фон Хоенлое-Ингелфинген (1668 – 1743), син на граф Хайнрих Фридрих фон Хоенлое-Лангенбург
- Христиана Юлиана (1682 – 1724)